# Hylaeus scutispinus
Hylaeus scutispinus är en biart som först beskrevs av Johann Dietrich Alfken 1914.  Hylaeus scutispinus ingår i släktet citronbin, och familjen korttungebin. Inga underarter finns listade i Catalogue of Life.